# فرودگاه بین‌المللی دبی
فرودگاه بین‌المللی دبی (به عربی: مطار دبي الدولي) (یاتا: DXB، ایکائو: OMDB)، فرودگاه اصلی شهر دبی در کشور امارات متحده عربی است که پررفت‌وآمدترین فرودگاه جهان بر پایهٔ جابه‌جایی مسافران بین‌المللی محسوب می‌شود و همچنین پنجمین فرودگاه پررفت‌وآمد جهان بر پایه شمار مسافر و ششمین فرودگاه پررفت‌وآمد بر پایهٔ جابه‌جایی بار است. این فرودگاه پررفت‌وآمدترین قطب شرکت هواپیمایی برای ایرباس ای۳۸۰ است. در سال ۲۰۱۴ میلادی، فرودگاه بین‌المللی دبی ۷۰٫۵ میلیون مسافر و ۲٫۳۷ میلیون تن بار را جابه‌جا کرد و ۳۵۷٫۳۳۹ پرواز از این فرودگاه انجام شد.
فرودگاه بین‌المللی دبی با مساحتی بالغ بر ۲٬۹۰۰ هکتار (۷٬۲۰۰ جریب فرنگی) در شهرک القرهود، در ۲٫۵ مایل دریایی (۴٫۶ کیلومتر؛ ۲٫۹ مایل) شرق دبی قرار دارد. فرودگاه توسط شرکت فرودگاه‌های دبی اداره می‌شود و قطب اصلی شرکت‌های هواپیمایی دبی، یعنی هواپیمایی امارات و فلای‌دبی است؛ قطب هواپیمایی امارات، بزرگ‌ترین قطب در خاورمیانه است. هواپیمایی امارات در حال حاضر ۶۴٪ رفت‌وآمد همهٔ مسافران و ۵۰٪ همهٔ پروازهای این فرودگاه را انجام می‌دهد. همچنین، فرودگاه بین‌المللی دبی قطب شرکت هواپیمایی ارزان‌قیمت فلای‌دبی نیز هست که ۱۰٫۷٪ رفت‌وآمد مسافران این فرودگاه را برعهده دارد.
این فرودگاه دارای ۳ پایانه (ترمینال) است که گنجایش مجموعاً ۷۵ میلیون مسافر در سال را دارد. پایانهٔ ۳ این فرودگاه، دومین سازهٔ بزرگ جهان از نظر مساحت و بزرگترین پایانهٔ فرودگاه در جهان است. بر پایهٔ اطلاعات ژانویهٔ ۲۰۱۵ میلادی، هر هفته بیش از ۸٫۰۰۰ پرواز توسط ۱۴۰ شرکت هواپیمایی به بیش ۲۷۰ مقصد جهان در ۶ قاره انجام می‌شد.
بر اساس اعلام برنامه‌های توسعه فرودگاه بین‌المللی آل مکتوم در ۲۸ آوریل ۲۰۲۴، فرودگاه بین‌المللی دبی پس از تکمیل توسعه فرودگاه آل مکتوم به طور کامل تعطیل خواهد شد.

## شرکت‌های هواپیمایی و مقصدهای پروازی

### مسافری
| شرکت‌های هواپیمایی                          | مقصدهای پروازی |
| ------------------------------------------ | --- |
| آئروفلوت                                   | شرمتیوو |
| افریکن اکسپرس ایرویز                       | بربرا، هارگسیا، عدن اد، جومو کنیاتا، وجر |
| هواپیمایی الجزایر                          | هواری بومدین |
| ایر آستانه                                 | آلماتی، آستانه |
| ایربلو                                     | بینظیر بوتو، جناح، اقبال لاهوری، باچا خان، مولتان |
| ایر کانادا                                 | پیرسون تورنتو |
| ایر چاینا                                  | پکن، چنگچینگ ییانگبی |
| ایر فرانس                                  | شارل دوگل پاریس |
| ایر ایندیا                                 | بنگالورو، چنای، ایندیرا گاندی، دابولیم، راجیو گاندی، کوچین، کالیکوت، چاتراپاتی شیواجی, ویساکاپاتنام |
| ایر ایندیا اکسپرس                          | سری گرو رام داس جی، ایندیرا گاندی، جایپور، کوچین، کالیکوت، اماوسی، منگالور، چاتراپاتی شیواجی، پون، تریواندروم، تیروچیراپالی |
| ایر قرقیزستان                              | مناس |
| هواپیمایی آریانا                           | میدان هوایی بین‌المللی حامد کرزی، میدان هوایی بین‌المللی قندهار |
| آذربایجان ایرلاینز                         | حیدر علی‌اف |
| بیمان بنگلادش ایرلاینز                     | شاه امانت، شاه‌جلال |
| بریتیش ایرویز                              | هیترو لندن |
| هواپیمایی کاسپین                           | شهید مدنی تبریز، امام خمینی |
| کاتای پاسیفیک                              | بحرین، هنگ کنگ |
| سبو پسیفیک                                 | نینوی آکوئینو |
| هواپیمایی شرقی چین                         | کونمینگ چانگشوی، شانگهای پودنگ |
| هواپیمایی جنوبی چین                        | بایون گوآنگجو، شنژن بن، اورومچی دیووپو، ووهان تیانهه |
| دالو ایرلاینز                              | جیبوتی-امبوولی، هارگسیا، عدن اد |
| هواپیمایی مصر                              | اسکندریه، قاهره |
| هواپیمایی امارات                           | پورت بوئت، کوتوکا، بوول، آدلاید، سردار ولابهبهی پتل، هواری بومدین، ملکه علیا، اسخیپول آمستردام، آتن، اوکلند، بغداد، بحرین، بنگالورو، سووارنابومی، بارسلونا-ال پرات، بصره، پکن، رفیق حریری بیروت، بیرمنگام، بلوونی گوگلیلمو مارکونی، لوگان، بریزبن، بروکسل، بوداپست فرنک لیست، مینیسترو پیستارینی، قاهره، کیپ‌تاون، محمد پنجم، مکتان-کبو، چنای، اوهر شیکاگو، کرایست‌چرچ، کلارک، باندرانیکی، کوناکری، کپنهاگ، لئوپولد سدار سنگور، دالاس-فورت ورث، ملک فهد، ژولیوس نیرر، ایندیرا گاندی، انگوراه رای، شاه‌جلال، دوبلین، کینگ شاکا، دوسلدورف، فورت لادردیل–هالیوود، فرانکفورت، ژنو، گلاسگو، بایون گوآنگجو، هامبورگ، نوا به، حراره، تان سون نهات، هنگ کنگ، جرج بوش، راجیو گاندی، بینظیر بوتو، آتاترک، سوئکارنو-هتا، ملک عبدالعزیز، اولیور تامبو، میدان هوایی بین‌المللی حامد کرزی، جناح، خرطوم، کوچین، نتاجی سبهاش چندر بوس، کالیکوت، انتبه، کوالالامپور، کویت، مرتلا محمد، اقبال لاهوری، لارناکا، لیسبون پورتلا، گاتویک، هیترو لندن، لس‌آنجلس، کواترو دو فرویرو، لوساکا، لیون-سینت اگزوپری، مادرید-باراخاس، سیشل، ابراهیم نصیر، مالت، منچستر، نینوی آکوئینو، شهید هاشمی‌نژاد مشهد، سر سیوساگور رامگولام، شاهزاده محمد بن عبدالعزیز، ملبورن، میلانو مالپنسا، دوموده‌دوو، مولتان، چاتراپاتی شیواجی، مونیخ، مسقط، جومو کنیاتا، جان اف کندی، لیبرتی نیوآرک، نیوکاسل، نیس کوت دازور، اورلاندو، کانزای، گاردرموئن اسلو، شارل دوگل پاریس، پرث، باچا خان، پوکت، پنوم‌پن، پراگ رازیون، ریو دوژانیرو گالیائو، ملک خالد، لئوناردو دا وینچی-فیومیچینو، پالکوو، سانفرانسیسکو، سائو پائولو گوارولوس، سیاتل-تاکوما، اینچئون، شانگهای پودنگ، سیالکوت، چانگی سنگاپور، استکهلم-آرلاندا، سیدنی، تائویوان تایوان، امام خمینی، تریواندروم، هانه‌دا، ناریتا، پیرسون تورنتو، تونس قرطاج، ونیز مارکو پولو، وین، شوپن ورشو، دالس واشینگتن، یانگون، یینچوان هیدونگ، ژنگژو سین‌ژنگ، زاگرب, زوریخ |
| انتر ایر                                   | فصلی: کاتوویتس، شوپن ورشو |
| اریترین ایرلاینز                           | اسمره |
| هواپیمایی اتیوپی                           | بوول |
| یورو-ایژیا ایر                             | آتیرائو |
| فن‌ایر                                      | فصلی: هلسینکی |
| فلای‌دبی                                    | منطقه‌ای ابها، بوول، سردار ولابهبهی پتل، اهواز، برج‌العرب، آلماتی، ملکه علیا، Arar، عشق‌آباد، اسمره، آستانه، بغداد، بحرین، حیدر علی‌اف، بندرعباس، سووارنابومی، بصره، رفیق حریری بیروت، بلگراد نیکولا تسلا، مناس، ام. آر. استفانیک، هنری کواندا، چنای، شاه امانت، باندرانیکی، ملک فهد، ژولیوس نیرر، ایندیرا گاندی، شاه‌جلال، جیبوتی-امبوولی، دوشنبه، انتبه، اربیل، فیصل‌آباد، محلی قصیم، منطقه‌ای هائیل، ماتالا، هارگسیا، راجیو گاندی، شهید بهشتی اصفهان، صبیحه گوکچن، منطقه‌ای جیزان، ملک عبدالعزیز، جوبا، میدان هوایی بین‌المللی حامد کرزی، جناح، تریبهوان، قازان، خرطوم، کیف ژولیانی، کوچین، کالیکوت (آغاز از 16 th August 2017), پاشکوفسکی، کویت، آیت‌الله آیت‌اللهی لارستان، اماوسی، اویتاش (آغاز از ۳۱ اکتبر ۲۰۱۷) ابراهیم نصیر، شهید هاشمی‌نژاد مشهد، شاهزاده محمد بن عبدالعزیز، مینرالنیه وودی، ونوکووا، مولتان، چاتراپاتی شیواجی، مسقط، نجف، اودسا، پودگوریتسا، پورت سودان، پراگ رازیون، کویته، ملک خالد، روستوف-نا-دونو، داخلی الجوف، صلاله، کورومچ، سارایوو، شهید دستغیب شیراز، سیالکوت، اسکندر کبیر اسکوپیه، صوفیه، عثمانی، شهید مدنی تبریز، محلی تبوک، محلی طائف، تفلیس، امام خمینی، تریواندروم، اوفا (برقراری مجدد از ۳۱ اکتبر ۲۰۱۷), چرتوویتسکویه (آغاز از ۲۹ اکتبر ۲۰۱۷), ینبع، کولتسوو، زوارتنوتس، زنگبار فصلی: باتومی، گابالا، تیوات |
| فلای‌ناس                                    | ملک فهد، ملک عبدالعزیز، شاهزاده محمد بن عبدالعزیز، ملک خالد |
| گریفون ایرلاینز                            | میدان هوایی بگرام، میدان هوایی بین‌المللی قندهار، کویت، راس الخیمه |
| گلف ایر                                    | بحرین |
| ایندی‌گو                                    | بنگالورو، چندی‌گر، چنای، ایندیرا گاندی، راجیو گاندی، کوچین، کالیکوت، چاتراپاتی شیواجی، تریواندروم |
| ایران ایر                                  | بندرعباس، شهید بهشتی اصفهان، شهید دستغیب شیراز، امام خمینی، آیت الله آیت اللهی لارستان |
| هواپیمایی آسمان                            | آیت‌الله جمی آبادان، بندرعباس، بوشهر، شهید هاشمی‌نژاد مشهد، شهید دستغیب شیراز، امام خمینی، زاهدان |
| هواپیمایی عراق                             | بغداد، بصره، اربیل، نجف |
| جزیره ایرویز                               | کویت |
| اردن اوییشن                                | ملکه علیا، ملک حسین |
| جوبا ایرویز                                | بندر قاسم، جیبوتی-امبوولی، هارگسیا، عدن اد |
| کام ایر                                    | میدان هوایی بین‌المللی حامد کرزی |
| کنیا ایرویز                                | جومو کنیاتا |
| کیش ایر                                    | بندرعباس، بوشهر، کنارک، کیش، شهید دستغیب شیراز |
| کاال‌ام                                     | اسخیپول آمستردام |
| کورین ایر                                  | اینچئون |
| کویت ایرویز                                | کویت |
| لوفت‌هانزا                                  | فرانکفورت |
| هواپیمایی ماهان                            | شهید هاشمی‌نژاد مشهد، شهید دستغیب شیراز، امام خمینی |
| هواپیمایی خاورمیانه                        | رفیق حریری بیروت |
| نپال ایرلاینز                              | تریبهوان |
| نروجین ایر شاتل                            | فصلی: کپنهاگ، هلسینکی، استکهلم-آرلاندا |
| عمان ایر                                   | مسقط، صلاله |
| هواپیمایی بین‌المللی پاکستان                | دیرا گازی کان، بینظیر بوتو، جناح، اقبال لاهوری، باچا خان، کویته |
| پگاسوس ایرلاینز                            | صبیحه گوکچن |
| فیلیپین ایرلاینز                           | نینوی آکوئینو |
| پریمرا ایر                                 | گوتنبرگ-لاندوتر، مالمو |
| کانتاس                                     | هیترو لندن، ملبورن (پایان در ۲۵ مارس ۲۰۱۸)، سیدنی |
| هواپیمایی قشم                              | شهید بهشتی اصفهان، دیرستان، امام خمینی |
| رویال برونئی                               | برونئی، هیترو لندن |
| الملکیه الاردنیه                           | ملکه علیا فصلی: ملک حسین |
| رواندایر                                   | کیگالی، موا |
| اس۷ ایرلاینز                               | تولمچوا |
| خطوط هوایی صافی                            | میدان هوایی بگرام، میدان هوایی بین‌المللی حامد کرزی |
| هواپیمایی سعودی                            | ملک فهد، محلی قصیم، ملک عبدالعزیز، شاهزاده محمد بن عبدالعزیز، ملک خالد |
| شاهین ایر                                  | بینظیر بوتو، جناح، اقبال لاهوری، باچا خان، مولتان |
| سیچوان ایرلاینز                            | چنگدو شوانگلیو، یینچوان هیدونگ |
| سنگاپور ایرلاینز                           | چانگی سنگاپور |
| اسمارت‌وینگز اجرا توسط تراول سرویس ایرلاینز | لئوس جانسیک استراوا، پراگ رازیون |
| سامان ایر                                  | دوشنبه، ملک عبدالعزیز |
| اسپایس‌جت                                   | سردار ولابهبهی پتل، سری گرو رام داس جی، ایندیرا گاندی، جایپور، کوچین، کالیکوت، مادوری، منگالور، چاتراپاتی شیواجی، پون |
| سریلانکان ایرلاینز                         | باندرانیکی |
| سوئیس اینترنشنال ایرلاینز                  | مسقط، زوریخ |
| هواپیمایی سوریه                            | دمشق |
| هواپیمایی تابان                            | شهید هاشمی‌نژاد مشهد |
| تای ایرویز اینترنشنال                      | سووارنابومی |
| ترانساویا.کام                              | فصلی: اسخیپول آمستردام |
| ترکیش ایرلاینز                             | آتاترک، صبیحه گوکچن |
| هواپیمایی ترکمنستان                        | عشق‌آباد |
| هواپیمایی بین‌المللی اوکراین                | بوریسپیل |
| اورال ایرلاینز                             | پاشکوفسکی، کولتسوو فصلی: دوموده‌دوو، کورومچ |
| ازبکستان ایرویز                            | تاشکند |
| ویرجین آتلانتیک                            | هیترو لندن |
| یامال ایرلاینز                             | فصلی: رسچینو |
| یمنیه                                      | عدن |

Notes
- ^  Biman Bangladesh Airlines' flight from Dubai to Dhaka makes a stop at Sylhet. However, the flight from Dhaka to Dubai is non-stop.

### باری
See also آل مکتوم
| شرکت‌های هواپیمایی                    | مقصدهای پروازی |
| ------------------------------------ | --- |
| هواپیمایی اتحاد                      | ابوظبی |
| ایر فرانس                            | شارل دوگل پاریس |
| ASL Airlines Belgium                 | ایندیرا گاندی، لیژ |
| اطلس ایر اجرا توسط امارات اسکای‌کارگو | آدلاید |
| کارگولوکس                            | هنگ کنگ، کوماتسو، لوگزامبورگ - فیندل |
| کوین ایرویز                          | بغداد، میدان هوایی بگرام، پایگاه شکاری بلد، جیبوتی-امبوولی، اربیل، میدان هوایی بین‌المللی حامد کرزی، میدان هوایی بین‌المللی قندهار، صنعا |
| دی‌اچ‌ال اوییشن اجرا توسط آئرولوگیک    | لایپزیگ/هال |
| هواپیمایی اتیوپی                     | بوول |
| فدکس اکسپرس                          | آتن، بنگالورو، چنگدو شوانگلیو، ایندیرا گاندی، دابولیم، هنگ کنگ، میلانو مالپنسا، چاتراپاتی شیواجی، شارل دوگل پاریس |
| فیتس‌ایر                              | پایگاه هوایی الظفره، بغداد، میدان هوایی بگرام، پایگاه شکاری بلد، باندرانیکی، اربیل، میدان هوایی بین‌المللی هرات، جلال‌آباد، میدان هوایی بین‌المللی حامد کرزی، میدان هوایی بین‌المللی قندهار، کمپ بسشن، Sharana، سلیمانیه، ترین‌کوت، پایگاه هوایی ثمریت |
| ایران ایر                            | امام خمینی |
| پولار ایر کارگو                      | اینچئون |
| Royal Airlines                       | جناح |
| الملکیه الاردنیه                     | ملکه علیا |
| ساس کارگو گروپ                       | گوتنبرگ-لاندوتر |
| شاهین ایر                            | جناح |
| سیلک وی ایرلاینز                     | حیدر علی‌اف |
| Star Air Aviation                    | جناح |
| تاروم                                | هنری کواندا |
| TCS Couriers                         | اقبال لاهوری، جناح، بینظیر بوتو |
| یوپی‌اس ایرلاینز                      | سووارنابومی، کلارک، کلن بن، بایون گوآنگجو، هنگ کنگ، چاتراپاتی شیواجی، چانگی سنگاپور، سیدنی |

## ترمینال های فرودگاه دبی[۲۴]
فرودگاه بین المللی دبی ۳ ترمینال برای پرواز های داخلی و خارجی دارد که تنها ترمینال های ۱ و ۳ به طور مستقیم به یک منطقه ی حمل و نقل مشترک وصل می باشند و ترمینال ۲ در طرف مقابل فرودگاه دبی قرار گرفته است.

### ترمینال شماره 1
اصلی ترین ترمینال فرودگاه بین المللی دبی شناخته می شود که در ۳ طبقه ساخته شده است. این ترمینال ظرقیت ۱۵ میلیون مسافر را دارد و مساحتی معادل با ۵۲۰ هزار متر مربع را شامل میشود. خدمات مربوط به پروازها در طبقه ی اول این ترمینال ارائه می شود. این خدمات به صورت: کانتر چک این ( Check in )، فروش بلیت ها، تحویل بار می باشند. همچنین در این طبقه رستوران ، کافی شاپ و صرافی نیز موجود می باشند.
طبقه ی دوم این ترمینال شامل: بخش خدمات بار و چمدان ها، بخش مهاجرت، سالن های استراحت و تشریفات می باشد و میتوان گفت که مختص پروازهای ورودی است.
در نهایت بخش ارائه خدمات ویژه می باشد که در طبقه ی سوم این ترمینال قرار گرفته است.
جدیدا در ترمینال ۱ سالن جدیدی ساخته شده است تا مسافران کوچکی که بدون همراه سفر میکنند را برای ورود و خروج کنترل و همراهی کنند. به دلیل این که کودکانی که طی ۵ سال اخیر به این کشور آمده اند بیش از ۸ هزار نفر بوده اند و مکان های امنی برای آن ها وجود نداشته است . طراحی این سالن جدید کودکانه می باشد و محیط و فضایی متشکل از دکوراسیون رنگارنگ ، سیستم های بازی و سرگرمی های بسیاری که باعث سرگرم نگه داشتن بچه ها می شود در این قسمت فرودگاه در نظر گرفته شده است.

### ترمینال شماره 2
این  ترمینال از ترمینال های ۱و ۳ کمی فاصله دارد و در ۴ طبفه ساخته شده است. در سال ۱۹۹۸ ساخته شده است و ظرفیت ۱۰ میلیون مسافر را دارد. طبقه ی اول این ترمینال برای پروازهای ورودی  می باشد.
طبقه ی دوم شامل بخش های: سالن انتظار، فودکورت، کافی شاپ و رستوران، گیت های پرواز، سالن تشریفات بیزینس کلاس ( Business Class ) می باشد.
طبقه ی سوم شامل بخش های: سالن تشریفات VIP، بخش مهاجرت، کانترچک این ( Check in ) می باشد.
در نهایت طبقه ی چهارم این ترمینال برای  پروازهای خروجی مورد استفاده قرار میگیرد.
ترمینال شماره ۲ فرودگاه بین المللی دبی بیشتر به پرواز های منطقه ای اختصاص پیدا کرده است و برای  پروازهایی در منطقه ی خلیج فارس ( هندوستان، عربستان، ایران و…) مورد استفاده قرار می گیرد.

### ترمینال شماره 3
این ترمینال به عنوان  بزرگ ترین ترمینال فرودگاهی در جهان شناخته شده است که در ۴ طبقه با ظرفیت ۶۵ میلیون مسافر ساخته شده است. ترمینال شماره ۳  را تحت عنوان مرکز اصلی هواپیمایی امارات می شناسند.
طبقه ی اول شامل: کانتر چک این ( Check in )، باجه رزروهتل ها، باجه کرایه ی ماشین می باشد. این طبقه بیشتر مخصوص پروازهای ورودی است.
در طبقه ی دوم مسافران میتوانند سوار هواپیما بشوند.
همچنین در طبقه ی سوم مسافران میتوانند از امکاناتی مانند: رستوران، فودکورت، تماشای تلویزیون و بازی های ویدیویی نهایت استفاده را ببرند. این طبقه بیشتر برای پروازهای خروجی مورد استفاده قرار میگیرد.
طبقه ی چهارم آن نیز برای پروازهای ورودی درنظر گرفته شده است.